# 845 Batalion Niemiecko-Arabski
845 Batalion Niemiecko-Arabski (niem. Deutsche-Arabische Bataillon 845) – jednostka wojskowa Wehrmachtu, działająca podczas II wojny światowej, złożona w części z Arabów.
845 Batalion został sformowany w maju 1943 r. w obozie szkoleniowym w Döllersheim w Austrii spośród tych b. jeńców wojennych pochodzenia arabskiego, którzy nie zostali wysłani do Tunezji z Deutsche-Arabische Lehr Abteilung, a wchodzili w skład pododdziału szkoleniowego. Dołączyli do nich arabscy studenci z Francji i Włoch, a także niemiecka kadra. Liczebność batalionu osiągnęła ok. 600 żołnierzy. 
W listopadzie 1943 r. jednostkę przeniesiono na Peloponez w Grecji z przydziałem do 41 Dywizji Fortecznej pod dowództwem gen. Franza Krecha. Była ona używana z dobrymi rezultatami do walki z lewicową partyzantką ELAS. W październiku 1944 r. wraz z wojskami niemieckimi została wycofana do Jugosławii, gdzie także walczyła z partyzantami oraz Armią Czerwoną. Na pocz. 1945 r. w jej skład weszli ochotnicy pochodzenia arabskiego z batalionu arabskiego, który został rozwiązany jeszcze przed sformowaniem. Szlak bojowy zakończyła w rejonie Zagrzebia w składzie 104 Dywizji Strzelców pod dowództwem gen. Friedricha Stephana.